# Малинин, Юрий Павлович
Ю́рий Па́влович Мали́нин (1946—2007) — российский историк-медиевист, крупный специалист по истории средневековой Франции, архивист, переводчик и публикатор исторических источников. Кандидат исторических наук, доцент кафедры истории Средних веков Санкт-Петербургского университета. Яркий представитель петербургской школы медиевистики, исследователь средневекового сознания.

## Биография
Окончил школу в 1964 году, затем после года учёбы в Ленинградском политехническом институте поступил на истфак ЛГУ (на кафедру истории Средних веков). Получил предложение остаться там в аспирантуре. Руководитель его студенческих работ — специалист по средневековой Франции доцент В. И. Райцес (1925—1995). Профессор А. Д. Люблинская, ставшая научным руководителем его дипломной (по экономической истории Лангедока в XVI в.), а затем диссертационной (посвященной мемуарам Филиппа де Коммина) работ, при поступлении Ю. П. Малинина в аспирантуру предложила заняться изучением наследия Филиппа де Коммина, чему Юрий Павлович и посвятил большую часть своей творческой жизни.
В 1973 году не защитив вовремя диссертацию был вынужден уехать в Сыктывкар, где на протяжении нескольких лет читал лекции по истории Средневековья в Сыктывкарском университете, много работал со студентами. Для многих выпускников вуза его влияние стало определяющим при выборе специализации, и именно там у него появились первые ученики и единомышленники, с которыми он поддерживал дружеские отношения до конца своих дней. В 1977 г., как отмечает Н. Хачатурян, следует блестящая защита в ЛГУ его кандидатской диссертации, с оппонентами — известными учеными историком Ю. Л. Бессмертным и палеографом Т. П. Вороновой.
После возвращения не без помощи последней Ю. П. Малинина в Ленинград, окончательно сформировалась тема его будущих исследований, связанная с общественной мыслью Франции в период классического Средневековья. Много и плодотворно работая в этом направлении, Ю. П. Малинин в скором времени стал общепризнанным знатоком французской истории этого периода.
В 1979—1981 годах Ю. П. Малинин был сотрудником Западной секции Рукописного отдела Публичной библиотеки имени М. Е. Салтыкова-Щедрина. Это позволило ему ещё больше увеличить свои познания, сблизившись с рукописной традицией Франции XIV—XV веков, представленной в уникальных фондах библиотеки.
Тогда же его пригласили на руководимую профессором В. К. Фураевым (1921—1999) кафедру всеобщей истории Ленинградского педагогического института имени А. И. Герцена, где он проработал в качестве доцента более десяти лет, окончательно сложившись как преподаватель. В эти же годы раскрылся талант Ю. П. Малинина как переводчика. Подготовленное им в 1986 году научное издание мемуаров Филиппа де Коммина, вышедшее в академической серии «Памятники исторической мысли», было высоко оценено коллегами.
С 1991 года и до конца жизни — доцент кафедры истории средних веков Санкт-Петербургского университета. Именно на этот период приходится расцвет научной и педагогической деятельности Ю. П. Малинина. Параллельно с чтением лекций, руководством студенческими и аспирантскими работами, он готовит к печати монографию, много переводит сам и редактирует переводы своих учеников и коллег. При его непосредственном участии было переведено и опубликовано более десятка научных и научно-популярных работ известных западных историков, были изданы тексты средневековых авторов.
Как отмечает Н. Хачатурян: «…В известной мере он возвращался к научной позиции представителей дореволюционной культурологической школы (Гревс— Карсавин—Бицилли), оценивая теологическое сознание как данность средневековой действительности, существующей в сложной совокупности религиозных и натурфилософских компонентов, природа и соотношение которых менялись по мере развития последней».
Сусанна Карленовна Цатурова упоминает его  в ряду отечественных историков, внесших большой вклад в понимание природы сознания средневекового человека, а также роли этики и морали в общественно-политической мысли позднесредневековой Франции.

## Избранные научные работы

### Книги
- Малинин Ю. П. Общественно-политическая мысль позднесредневековой Франции XIV—XV века. — СПб.: Санкт-Петербургский государственный университет, 2000. — 233 с.
- Малинин Ю. П. Франция в эпоху позднего средневековья: Материалы научного наследия. — СПб.: Санкт-Петербургский государственный университет, 2008. — 452 с. — ISBN 978-5-288-04573-8.

### Статьи
- Бернадская Е. В., Киселева Л. И., Малинин Ю. П., Сомов В. А. Александра Дмитриевна Люблинская (1902—1980) // Средние века. — 1983. — Вып. 46. — С. 291—323.
- Малинин Ю. П. А. Д. Люблинская о некоторых проблемах Возрождения и Реформации во Франции // Культура эпохи Возрождения и Реформация. — Л., 1981. — С. 258—260.
- Малинин Ю. П. Идея права во французской общественной мысли позднего средневековья (XIV—XV вв.) // Право в средневековом мире. — М., 1996. — Вып. 1. — С. 153—175.
- Малинин Ю. П. Мораль и политика во Франции во второй половине XV века (Филипп де Коммин) // Политические деятели античности, средневековья и нового времени. — Л., 1983. — С. 59—65.
- Малинин Ю. П. Неосвобожденный Константинополь (франко-бургундские планы крестового похода против турок в XV в.) // Проблемы социальной истории и культуры средних веков и раннего нового времени. — СПб., 2001. — Вып. 3. — С. 221—230.
- Малинин Ю. П. Общественная мысль Франции XV в. и античная культура // Античное наследие в культуре Возрождения. — М., 1984. — С. 131—136.
- Малинин Ю. П. Патриотические идеи Алена Шартье и итальянская гуманистическая мысль // Культура Возрождения и средние века. — М., 1993. — С. 58—63.
- Малинин Ю. П. Политическая борьба во Франции во второй половине XV в. и становление раннеабсолютистской доктрины // Социально-политические отношения в Западной Европе. — Уфа, 1988. — С. 34—37.
- Малинин Ю. П. Религиозно-этическая мысль в позднесредневековой Франции // Проблемы социальной истории и культуры средних веков и раннего нового времени. — СПб., 2000. — Вып. 2. — С. 150—159.
- Малинин Ю. П. Рыцарская этика в позднесредневековой Франции (XIV—XV вв.) // Средние века. — 1992. — Вып. 55. — С. 195—213.
- Малинин Ю. П. Салический закон о престолонаследии и концепция королевской власти во Франции XIV—XV вв. // Проблемы социальной истории и культуры средних веков и раннего нового времени. — СПб., 1996. — Вып. 1. — С. 130—139.
- Малинин Ю. П. Сословное представительство и королевская власть в политических взглядах Филиппа де Коммина // Вестник Ленинградского государственного университета. — 1974. — № 8. — С. 64—72.
- Малинин Ю. П. Социально-утопические идеи во французской литературе позднего средневековья // Проблемы социальной истории и культуры средних веков и раннего нового времени. — СПб., 2003. — Вып. 4. — С. 43—49.
- Малинин Ю. П. Становление дворянской этики во Франции в XIV—XV вв. // Вестник Санкт-Петербургского государственного университета. — 1998. — № 3 (16). — С. 105—110.
- Малинин Ю. П. Филипп де Коммин и Жан де Бюэй // Вестник ленинградского государственного университета. — 1973. — № 8. — С. 41—47.
- Малинин Ю. П., Коцюбинский Д. А. Ранний западноевропейский капитализм и его феодальные истоки // Проблемы социальной истории и культуры средних веков и раннего нового времени. — СПб., 1996. — Вып. 1. — С. 23—33.
- Малинин Ю. П., Коцюбинский Д. А. Феномен капитализма и проблема его становления (недоступная ссылка) // Социально-политические проблемы в истории зарубежных стран. — Сыктывкар, 1994. — С. 24—37.

### Переводные книги и редакция
- Филипп де Коммин. Мемуары = Philippe de Commynes. Memoires / Перевод, статья и примечания Ю. П. Малинина; Академия наук СССР. — М.: Наука, 1986. — 496, [2] с. — (Памятники исторической мысли). — 100 000 экз.
- Жан де Жуанвиль. Книга благочестивых речений и добрых деяний нашего святого короля Людовика = Le livre des saintes paroles et des bons faiz nostre saint roy Looys / Пер. со старофранц. Г. Ф. Цыбулько, под ред. А. Ю. Карачинского, науч. ред. перевода Ю. П. Малинин. — СПб.: Евразия, 2007. — 400 с. — 2000 экз. — ISBN 978-5-8071-0228-2.